# Cầu thủ bóng đá Hà Lan của năm
Danh hiệu Cầu thủ bóng đá Hà Lan của năm (Voetballer van het Jaar) đã được trao ở Hà Lan từ năm 1984. Giải thưởng này được quyết định thông qua một cuộc bỏ phiếu của các cầu thủ bóng đá chuyên nghiệp Hà Lan chơi ở các liên đoàn (Eredivisie) (Giải hạng nhất) và (Eerste Divisie) (Giải hạng nhì).
Cho đến năm 1997, đây đã là một giải thường niên và được trao vào cuối mỗi mùa bóng. Năm 2006, giải này đã được sáp nhập với giải Giày vàng (Gouden Schoen), một giải được trao từ năm 1982 bởi De Telegraaf và tạp chí bóng đá Hà Lan Voetbal International.
Danh hiệu Tài năng bóng đã Hà Lan của năm (Nederlands Voetbal Talent van het Jaar) đã được trao ở Hà Lan từ năm 1984 cho các cầu thủ bóng đã dưới 21 tuổi. Giải này đã được đổi tên thành Johan Cruijff Prijs năm 2003.

## Các cầu thủ bóng đã Hà Lan của năm
| 1984      | Ruud Gullit          | Feyenoord Rotterdam |
| 1985      | Marco van Basten     | Ajax Amsterdam      |
| 1986      | Ruud Gullit          | PSV Eindhoven       |
| 1987      | Ronald Koeman        | PSV Eindhoven       |
| 1988      | Ronald Koeman        | PSV Eindhoven       |
| 1989      | Romario              | PSV Eindhoven       |
| 1990      | Jan Wouters          | Ajax Amsterdam      |
| 1991      | Dennis Bergkamp      | Ajax Amsterdam      |
| 1992      | Dennis Bergkamp      | Ajax Amsterdam      |
| 1993      | Jari Litmanen        | Ajax Amsterdam      |
| 1994      | Ronald de Boer       | Ajax Amsterdam      |
| 1995      | Luc Nilis            | PSV Eindhoven       |
| 1996      | Ronald de Boer       | Ajax Amsterdam      |
| 1997      | Jaap Stam            | PSV Eindhoven       |
| 1998-1999 | Ruud van Nistelrooy  | PSV Eindhoven       |
| 1999-2000 | Ruud van Nistelrooy  | PSV Eindhoven       |
| 2000-2001 | Mark van Bommel      | PSV Eindhoven       |
| 2001-2002 | Pierre van Hooijdonk | Feyenoord Rotterdam |
| 2002-2003 | Mateja Kezman        | PSV Eindhoven       |
| 2003-2004 | Maxwell              | Ajax Amsterdam      |
| 2004-2005 | Mark van Bommel      | PSV Eindhoven       |
| 2005-2006 | Dirk Kuijt           | Feyenoord Rotterdam |
| 2006-2007 | Afonso Alves         | SC Heerenveen       |

## Các cầu thủ đoạt giải chiếc giày vàng Hà Lan
| 1982 | Martin Haar       | HFC Haarlem         |
| 1983 | Piet Schrijvers   | Ajax Amsterdam      |
| 1984 | Johan Cruijff     | Feyenoord Rotterdam |
| 1985 | Frank Rijkaard    | Ajax Amsterdam      |
| 1986 | Ruud Gullit       | PSV Eindhoven       |
| 1987 | Frank Rijkaard    | Ajax Amsterdam      |
| 1988 | Gerald Vanenburg  | PSV Eindhoven       |
| 1989 | Gerald Vanenburg  | PSV Eindhoven       |
| 1990 | Edward Sturing    | Vitesse Arnhem      |
| 1991 | Hennie Meijer     | FC Groningen        |
| 1992 | John Metgod       | Feyenoord Rotterdam |
| 1993 | Marc Overmars     | Ajax Amsterdam      |
| 1994 | Ed de Goey        | Feyenoord Rotterdam |
| 1995 | Danny Blind       | Ajax Amsterdam      |
| 1996 | Danny Blind       | Ajax Amsterdam      |
| 1997 | Jaap Stam         | PSV Eindhoven       |
| 1998 | Edwin van der Sar | Ajax Amsterdam      |
| 1999 | Michael Mols      | FC Utrecht          |
| 2000 | Jerzy Dudek       | Feyenoord Rotterdam |
| 2001 | Johann Vogel      | PSV Eindhoven       |
| 2002 | Cristian Chivu    | Ajax Amsterdam      |
| 2003 | Dirk Kuijt        | FC Utrecht          |
| 2004 | Maxwell           | Ajax Amsterdam      |
| 2005 | Mark van Bommel   | PSV Eindhoven       |

## Tài năng bóng đá Hà Lan của năm
| 1984      | Mario Been           | Feyenoord Rotterdam |
| 1985      | Frans van Rooy       | PSV Eindhoven       |
| 1986      | Aron Winter          | Ajax Amsterdam      |
| 1987      | Bryan Roy            | Ajax Amsterdam      |
| 1988      | Pieter Huistra       | FC Twente           |
| 1988      | Richard Witschge     | Ajax Amsterdam      |
| 1990      | Dennis Bergkamp      | Ajax Amsterdam      |
| 1991      | Gaston Taument       | Feyenoord Rotterdam |
| 1992      | Marc Overmars        | Ajax Amsterdam      |
| 1993      | Clarence Seedorf     | Ajax Amsterdam      |
| 1994      | Clarence Seedorf     | Ajax Amsterdam      |
| 1995      | Patrick Kluivert     | Ajax Amsterdam      |
| 1996      | Jon Dahl Tomasson    | SC Heerenveen       |
| 1997      | Boudewijn Zenden     | PSV Eindhoven       |
| 1998-1999 | Mark van Bommel      | Fortuna Sittard     |
| 1999-2000 | Arnold Bruggink      | PSV Eindhoven       |
| 2000-2001 | Rafael van der Vaart | Ajax Amsterdam      |
| 2001-2002 | Robin van Persie     | Feyenoord Rotterdam |
| 2002-2003 | Arjen Robben         | PSV Eindhoven       |
| 2003-2004 | John Heitinga        | Ajax Amsterdam      |
| 2003      | Arjen Robben         | PSV Eindhoven       |
| 2004      | Wesley Sneijder      | Ajax Amsterdam      |
| 2005      | Salomon Kalou        | Feyenoord Rotterdam |
| 2006      | Klaas-Jan Huntelaar  | Ajax Amsterdam      |
| 2007      | Ibrahim Afellay      | PSV Eindhoven       |

## Thủ môn bóng đá Hà Lan của năm
| 1987      | Hans van Breukelen | PSV Eindhoven       |
| 1988      | Hans van Breukelen | PSV Eindhoven       |
| 1989      | Ruud Hesp          | Fortuna Sittard     |
| 1990      | Stanley Menzo      | Ajax Amsterdam      |
| 1991      | Hans van Breukelen | PSV Eindhoven       |
| 1992      | Hans van Breukelen | PSV Eindhoven       |
| 1993      | Ed de Goey         | Feyenoord Rotterdam |
| 1994      | Edwin van der Sar  | Ajax Amsterdam      |
| 1995      | Edwin van der Sar  | Ajax Amsterdam      |
| 1996      | Edwin van der Sar  | Ajax Amsterdam      |
| 1997      | Edwin van der Sar  | Ajax Amsterdam      |
| 1998-1999 | Jerzy Dudek        | Feyenoord Rotterdam |
| 1999-2000 | Jerzy Dudek        | Feyenoord Rotterdam |
| 2000-2001 | Ronald Waterreus   | PSV Eindhoven       |
| 2001-2002 | Edwin Zoetebier    | Feyenoord Rotterdam |
| 2002-2003 | Dennis Gentenaar   | NEC Nijmegen        |
| 2003-2004 | Gábor Babos        | NAC Breda           |